# Michel Rusheshangoga
Michel Rusheshangoga, né le 25 août 1994, est un footballeur rwandais évoluant actuellement au poste de défenseur central à l'APR FC.

## Palmarès
- Champion du Rwanda en 2014 avec l'APR FC